# Molunat (félsziget)
A Molunat-félsziget (horvátul: poluotok Molunat) Horvátországban, Dalmácia déli részén, Dubrovnik-Neretva megyében található. Neve a görög „molosz” főnévből származik, mely kikötőt jelent.

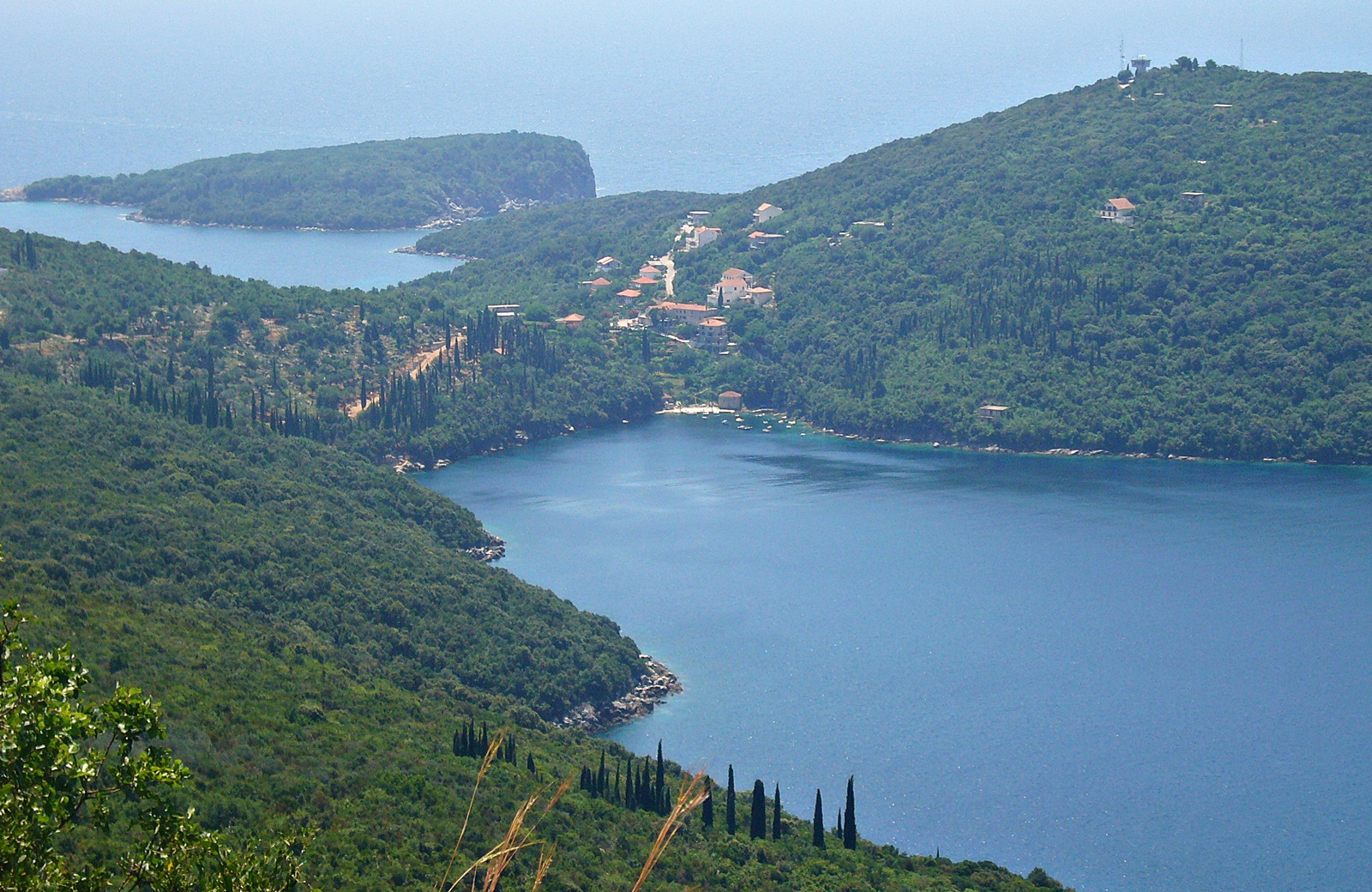
A Molunat-félsziget látképe a kép felső részén Veli Školj szigetével

## Fekvése
A Molunat-félsziget Dél-Dalmáciában, Konavle partjai előtt, északnyugat-délkeleti irányban fekszik. Hosszúsága 2,1 km, legnagyobb szélessége 0,5 km, magassága 140 m. A szárazfölddel egy 0,3 km széles földszoros köti össze. A félsziget krétai mészkőből épül fel. A félsziget és a szárazföld között a fölszorostól délkeletre található a Luka Gornji Molunat-öböl, melyben Molunat kikötője fekszik. A félsziget délkeleti csúcsa előtt fekszik Veli Školj (Supetrić) szigete.